# Dark Age of Camelot
Dark Age of Camelot es un videojuego del tipo MMORPG que trata de la lucha entre tres reinos, inspirados en varias mitologías y leyendas: Midgard (mitología escandinava), Hibernia (mitología celta) y Albion (los personajes y poderes provienen de la leyenda del Rey Arturo).

## Expansiones
Mythic ha producido 7 expansiones hasta ahora (2 gratuitas y 5 de pago):
- Shrouded Isles
- Foundations (gratuita)
- Trials of Atlantis
- New Frontiers (gratuita)
- Catacombs
- Darkness Rising
- Labyrinth of the Minotaur